# 5573 Hilarydownes
5573 Hilarydownes este o planetă minoră (asteroid), cu un diametru de 10,015 km, din centura de asteroizi. A fost descoperită pe 24 august 1981 la Observatorul Kleť de Antonín Mrkos. 
Obiectul prezintă o orbită caracterizată de o semiaxă mare de 2,5916106 UAi, o excentricitate de 0,29, o înclinație de 11,20614 ° în raport cu ecliptica.